# Wizz Air
Wizz Air, eigentlich Wizz Air Group, ist eine ungarische Billigfluggesellschaft mit Sitz in Budapest. Mit derzeit 32 Basen in 15 europäischen und nahöstlichen Ländern und mit über 227 Flugzeugen in ihrer Flotte ist sie die drittgrößte Billigfluggesellschaft Europas und bedeutendste in Mittel- und Osteuropa. Sie ist die größte Fluggesellschaft in Ungarns Luftfahrtgeschichte. Ihre Muttergesellschaft, Wizz Air Holdings Plc, ist in Jersey ansässig. Ihre Aktien sind im London Stock Exchange eingetragen und sind Teil des FTSE 250 Index. Derzeit größter Aktionär ist die US-amerikanische Private-Equity-Gesellschaft Indigo Partners, die sich auf Investitionen in der Luftfahrtbranche spezialisiert hat.

## Geschichte

### Gründung
Wizz Air wurde im Juli 2003 von József Váradi (zuvor CEO der ungarischen Malév) als Wizz Air Hungary gegründet. Das Ziel war, Low-Cost-Dienste in Zentral- und Osteuropa anzubieten und, wie die Billigfluggesellschaft Ryanair, Flughäfen in der Nähe der Großstädte anzufliegen.
Mit Air Polonia, zu dieser Zeit eine Paketluftfrachtgesellschaft, die auch eine Billigfluggesellschaft sein wollte, fanden Sondierungsgespräche statt. Finanziert wurde der Start mit 30 bis 50 Millionen Euro aus Risikokapitalfonds. Als Flugzeugtyp wurde der Airbus A320-200 ausgewählt, von dem man bis zum ersten Flug fünf Stück haben wollte.  Man übernahm Flugzeuge der kolumbianischen Fluggesellschaft ACES Colombia. Bald darauf schloss man mit Lufthansa einen Wartungsvertrag.

### Flugbetrieb
Nachdem am 13. und 14. Mai 2004 die ersten beiden Airbus A320-200 auf der Internationalen Luft- und Raumfahrtausstellung in Berlin-Schönefeld übergeben wurden, fand der erste kommerzielle Wizz Air-Flug am 19. Mai 2004 von Katowice nach London-Luton statt. In den folgenden dreieinhalb Monaten flogen mit Wizz Air 250.000 Passagiere, nach einem Jahr 1,4 Millionen.
2007 gewann József Váradi, der Geschäftsführer von Wizz Air, die Ernst & Young-Auszeichnung Brave Innovator. Mit dem Preis wurde der Durchbruch im Fluggeschäft in Ungarn, der Region und das Geschäftsmodell von Wizz Air gewürdigt.
Im Sommer 2008 wurde Wizz Air die erste Billigfluggesellschaft in der Ukraine. Im Geschäftsjahr 2008 erlitt Wizz Air ein Minus von 9,5 Millionen Euro. Zeitgleich wurde berichtet, dass die Gesellschaft seit Beginn des Flugbetriebes defizitär sei und einen Verlust von 78 Millionen Euro angehäuft habe.
2010 war Wizz Air – gemessen am Umsatz – eines der 50 größten Unternehmen Ungarns. In diesem Jahr wurden 9,6 Millionen Fluggäste bei einer Auslastung von 84 % befördert, dies entspricht einem Passagierzuwachs von 23 %.
2011 flogen elf Millionen Passagiere mit Wizz Air, ein Wachstum von 15 % gegenüber 2010. Auf polnischen Strecken flogen allerdings nur 2 % mehr Passagiere als 2010. Dies zeigt, dass Wizz Air in den letzten Jahren den Ausbau von polnischen Strecken gestoppt und sich vermehrt auf Rumänien, Litauen und Serbien konzentriert hatte. Polen war aber der größte Kapitalmarkt der Fluggesellschaft. Im selben Jahr überholte Wizz Air in Rumänien TAROM nach der Zahl der Passagiere und ist seitdem dort Marktführer.
Seit Oktober 2013 fliegt Wizz Air als erste Low-Cost-Airline aus Europa Dubai an und will dort eine Basis für internationale Flüge etablieren.
Seit dem 25. Februar 2015 sind die Aktien der Dachgesellschaft Wizz Air Holdings Plc an der Londoner Börse gelistet.
Am 20. März 2015 gab Wizz Air als Folge der anhaltenden Ukraine-Krise die Schließung ihrer ukrainischen Tochter Wizz Air Ukraine zum 20. April bekannt. Acht Routen übernahm die Muttergesellschaft, während zehn ersatzlos gestrichen wurden.
Im Mai 2015 wurde mit der HA-LYQ das erste Flugzeug in der neuen Bemalung von Airbus gebaut, dabei handelt es sich um einen Airbus A320-200 mit Sharklets.
2020 reagierte man sehr gegensätzlich zu den anderen Fluggesellschaften auf die COVID-19-Pandemie. Während die meisten Fluggesellschaften ihre Kapazitäten schrumpfen ließen, sah sich Wizz als Gewinner der Krise und baute ihr Angebot aus. Gleichzeitig gab man aber auch bekannt, 32 ihrer älteren A320 nach Ende der Leasing-Verträge ausflotten zu wollen und 1000 Mitarbeiter bis zum 31. März 2021 zu entlassen. Damit reduziert sich die Flotte bis Mitte 2021 um acht A320, während sie um 22 A321neo anwachsen soll. Auch gab man sich offensiv interessiert an den Slots, welche die Lufthansa bei einer Beteiligung der Bundesregierung in Frankfurt am Main hätte abgeben müssen. Allerdings hatte man den Flughafen in Frankfurt am Main erst im April 2020 nach dem Ende der Subventionen verlassen. Begründet wurde dies allerdings mit der Umgestaltung des Flugplans.
Ab August 2020 betrieb Wizz in Dortmund ihre erste deutsche Basis und damit die fünfte in Westeuropa, die ein Jahr später zum Ende des Sommerflugplans 2021 wieder geschlossen wurde. Stationiert wurden drei A320. Dazu ersetzte man alle A320 in Wien durch A321.
Im November 2020 ging in Norwegen die erste skandinavische Basis in Betrieb. In Oslo Gardermoen wurden zwei A320 stationiert, die auch inner-norwegische Linien nach Bergen, Tromsø und Trondheim bedienen.
Im Juni 2023 erhielt Wizz Air ihren ersten A321neo aus Tianjin. Die Mehrzahl der Teile stammt dabei weiterhin von europäischen Lieferanten und wird wie im amerikanische Airbus-Endmontagewerk größtenteils per Schiff aus Europa angeliefert. Eine Ausnahme sind die Tragflächen der chinesischen Airbusse, die von chinesischen Partnern nach Vorgaben von Airbus produziert werden. Technisch besteht aber kein Unterschied zu europäischen Airbussen.

## Tochtergesellschaften
Die Wizz Air Group besteht derzeit aus vier getrennten Fluggesellschaften.
- Wizz Air Hungary wurde im Juli 2003 gegründet und führte den ersten Wizz-Air-Flug am 19. Mai 2004 von Katowice nach London-Luton durch. Sie war die erste Fluggesellschaft in der Gruppe und bis zur Gründung der weiteren Schwestergesellschaften auch die größte und bedeutendste.[23][22][4][5]
- Wizz Air Malta: Im Jahr 2022 kündigte Wizz Air an, eine Tochtergesellschaft in Malta gründen zu wollen.[24] Die neueste Fluggesellschaft der Airline Gruppe führte ihren Erstflug am 27. September 2022 durch. Ab 1. November 2022 hat der ehemalige Ryanair-Manager Diarmuid Ó Conghaile die Leitung der maltesischen Tochter übernommen.[25] Wizz Air hat Pläne, bis zu 78 Flugzeuge in der Flotte von Wizz Air Malta zu betreiben, die entweder aus neuen Auslieferungen von Airbus oder aus Umflottung von Wizz Air Hungary stammen sollen.[26]
- Wizz Air UK wurde in Oktober 2017 zur Absicherung von Wizz Air gegen potentiell schädliche Folgen des Brexit gegründet. Mit einer eigenen Fluggesellschaft in der Gruppe, deren AOC von den britischen Zivilluftfahrtbehörde ausgestellt ist, wird der Marktzugang (auch für Inlandsflüge) gesichert.

- Wizz Air Abu Dhabi wurde Ende 2019 gegründet, um ein AOC in den Vereinigten Arabischen Emiraten zu bekommen.[27] Der Erstflug der Fluggesellschaft fand im Januar 2021 statt.[28] Obwohl der Flughafen Abu Dhabi aus mehreren Städten innerhalb der Europäischen Union angesteuert wird, werden alle diese Flüge der Wizz-Air-Gruppe von den zwei in der EU zugelassenen Tochtergesellschaften durchgeführt (Wizz Air Hungary, Wizz Air Malta) und nicht von Wizz Air Abu Dhabi.[29][30][22]

### Ehemalige Tochtergesellschaften
- Wizz Air Bulgaria war eine in 2005 gegründete und in Bulgarien ansässige Fluggesellschaft. Ihr Heimatflughafen war in Sofia. Der Betrieb wurde am 31. März 2011 eingestellt und alle Flüge wurden von Wizz Air Hungary übernommen.[31]
- Wizz Air Ukraine

## Flugziele
Im Streckennetz der Wizz Air werden von 39 europäischen und nahöstlichen Basen aus mehr als 200 Flughäfen in ganz Europa sowie einige in Asien und in Nordafrika angesteuert.
Im deutschsprachigen Raum ist Wizz Air in Basel-Mülhausen, Berlin, Bremen, Dortmund, Frankfurt-Hahn, Friedrichshafen, Genf, Hamburg, Karlsruhe/Baden-Baden, Köln/Bonn, Leipzig, Memmingen, Nürnberg, Salzburg, Stuttgart und Wien präsent.

## Basen

### Aktuelle Basen
Die Wizz Air Group betreibt 32 Basen in 15 Ländern:
- Albanien: Tirana
- Bulgarien: Sofia, Warna
- Georgien: Kutaissi
- Italien: Catania, Mailand-Malpensa, Neapel, Rom-Fiumicino, Venedig
- Litauen: Vilnius
- Nordmazedonien: Skopje
- Moldau: Chișinău (Wiedereröffnung am 16. Dezember 2024)[36]
- Österreich: Wien
- Polen: Breslau, Danzig, Kattowitz, Krakau, Warschau-Chopin
- Rumänien: Bukarest-Baneasa[37], Bukarest-Otopeni, Cluj-Napoca, Craiova, Iași, Sibiu, Timișoara
- Serbien: Belgrad
- Ungarn: Budapest, Debrecen
- Vereinigte Arabische Emirate: Abu Dhabi
- Vereinigtes Königreich: London-Gatwick, London-Luton
- Zypern: Larnaka

### Ehemalige Basen
Diese und weitere Basen wurden bereits geschlossen
- Bosnien und Herzegowina: Tuzla
- Deutschland: Dortmund (geschlossen am 24. Oktober 2021)[38]
- Italien: Palermo (geschlossen am 3. November 2022)[39]
- Lettland: Riga (geschlossen am 3. Oktober 2021)[40]
- Ukraine: Kiew-Schuljany, Lwiw

## Flotte

### Übersicht
Mit Stand April 2025 besteht die Flotte der Wizz Air Gruppe aus 229 Flugzeugen mit einem Durchschnittsalter von 4,6 Jahren:
| Flugzeugtyp     | Anzahl | bestellt | Anmerkungen                                        | Sitzplätze | Durchschnittsalter |
| --------------- | ------ | -------- | -------------------------------------------------- | ---------- | ------------------ |
| Airbus A320-200 | 033    |          | 26 mit Sharklets ausgestattet; fünf inaktiv        | 186 180    | 10,7 Jahre         |
| Airbus A320neo  | 06     |          | einer inaktiv                                      | 186        | 04,8 Jahre         |
| Airbus A321-200 | 041    |          | mit Sharklets ausgestattet                         | 230        | 07,6 Jahre         |
| Airbus A321neo  | 149    | 251      | 39 inaktiv; größte Betreiber von A321neo in Europa | 239        | 02,5 Jahre         |
| Airbus A321XLR  |        | 047      | Auslieferung ab 2025                               | 239        |                    |
| Gesamt          | 229    | 298      |                                                    |            | 04,6 Jahre         |

### Bestellungen
Am 18. Juni 2015 hat Wizz Air einen Vorvertrag mit Airbus über die Bestellung von 110 Airbus A321neo geschlossen. Diese werden mit jeweils 239 Sitzen ausgeliefert.
Im November 2021 gab Airbus bekannt, das US-Unternehmen Indigo Partners habe 255 Flugzeuge des Typs Airbus A321 bestellt. Davon solle Wizz Air 102 Maschinen erhalten, und zwar 75 A321neo und 27 Stück der Langstreckenausführung A321XLR. Der Beginn der Auslieferung sei für das Jahr 2025 geplant.

### Sonderbemalungen

#### Aktuelle Sonderbemalungen
- HA-LTD mit der „100th Airbus“ Bemalung von links.
- HA-LTD mit der „100th Airbus“ Bemalung von rechts.
- 9H-WNM mit der „Fly the greenest“-Bemalung.

#### Ehemalige Sonderbemalungen
Im Jahr 2016 kündigte Wizz Air an, die Bewerbung der ungarischen Hauptstadt Budapest als Austragungsort der Olympischen und Paralympischen Spiele im Jahr 2024 mit zwei in verschiedenen Sonderbemalungen ausgestatteten Flugzeuge zu bewerben. Die Designs wurden von der Wellen der Donau im Herzen von Budapest und die Freiheitsstatue auf dem Gellértberg vor der Zitadelle inspiriert. Die beiden Jets wurden am Flughafen Budapest stationiert und Ende August 2016 in die Standard-Wizz-Air-Bemalung umlackiert.
- HA-LYG ein A320 mit der Werbebemalung für Budapests Olympiabewerbung
- HA-LXJ ein Airbus A321 mit einer anderen Werbebemalungsversion für Budapests Olympiabewerbung

## Frachtbetrieb
Während der COVID-19 Pandemie hat sich die ungarische Regierung entschieden, von Qatar Airways einen A330-200F Frachtflugzeug zu kaufen, um das Land mit Schutzausrüstung besser versorgen zu können. Von Oktober 2020 bis November 2024 hat Wizz Air den Frachter mit dem Kennzeichen HA-LHU im Auftrag für das ungarische „Ministerium für auswärtige Angelegenheiten und Handel“ betrieben. Im 2024 hat sich aber die Regierung entschieden den Frachtflugzeug aus der Flotte der Wizz Air zu nehmen und es von einer neugegründeten Frachtfluggesellschaft Hungary Cargo Airlines betrieben zu lassen.

## Service
Wizz Air bietet einen kostenpflichtigen Getränke- und Essensservice mit dem Namen „WIZZ Café“ an, mit Heiß- und Kaltgetränken, Alkoholischen Getränken, Sandwiches, Suppen, süßen und salzigen Snacks auf dem Menü.
Zudem wird ein Shoppingservice, „WIZZ Boutique“ angeboten. Im WIZZ Boutique sind Wizz Air Markenartikel sowie Parfüms, Uhren, Schmucksachen und diverse Reiseaccessoires erhältlich.
Preise und aktuelles Angebot sind immer im aktuellen WIZZ Bordmagazin zu finden. Auf den Flügen kann mit Euro gezahlt werden sowie mit Visa und MasterCard Kreditkarten. Auf Flügen in das Vereinigte Königreich wird auch das Britische Pfund, auf Flügen von und nach Ungarn Ungarischer Forint und auf Flügen von und nach Polen Złoty akzeptiert. Die Firmentochter Wizz Air Abu Dhabi hat ihr eigenes Bordmagazin mit unterschiedlichen Angeboten in WIZZ Café und WIZZ Boutique. Auf ihren Flügen wird nur der VAE-Dirham und Kartenzahlung akzeptiert.

## Handgepäck-Regeln
Seit 1. November 2018 dürfen Passagiere nur noch ein kleines Handgepäcksstück, das die Maße 20 × 30 × 40 cm nicht überschreitet, kostenlos mit an Bord nehmen, und es muss unter dem Sitz verstaut werden. Für den traditionellen Rollkoffer (trolley bag höchstens 55 × 40 × 23 cm) muss ein „WIZZ Priority“ Service gebucht werden. Von Passagieren, die die Höchstmaße für die Handgepäcksstücke nicht einhalten, wird am Flughafen eine Übergepäckgebühr verlangt.

## Kritik
Help (Ö1-Konsumentenredaktion) und Europäisches Verbraucherzentrum (EVZ) kritisieren, dass Online-Check-Ins im Oktober 2018 bei verschobenen Flügen weder auf der Website noch via App problemlos möglich waren. Konsumenten mussten dafür die Verschiebung eines Flugs, auch wenn sie oft nur 5 Minuten betrug, vorher bestätigen. Für den physischen Check-In beim Airport-Agent am Flughafenschalter wurden 30 € pro Flug und 5 € pro Bearbeitung verrechnet. Konsumentenschützer vermuten eine Masche des Unternehmens, um Zusatzgebühren erheben zu können, die Arbeiterkammer will eine Musterklage vorbereiten. Empfohlen wird, Screenshots des Online-Bestellvorgangs anzufertigen.
Bei einem Greenwashing-Check des österreichischen Testmagazins Konsument wurde eine Werbekampagne von Wizz Air kritisiert. Auf einem Werbeplakat des Unternehmens stand der Slogan: „Nachhaltigkeit ist ein langes Wort. Sag’ einfach Wizz. Europas Airline mit dem kleinsten CO2 Fußabdruck“. Konsument meint, dass das grüne Versprechen nicht halte und die Kampagne geradezu ein Beispiel aus dem Greenwashing-Lehrbuch sei.

## Anzahl Flugzeuge 2015–2020
|         | Winglets | Sitzplätze | März 2015 | März 2016 | März 2017 | März 2018 | März 2019 | März 2020 |
| ------- | -------- | ---------- | --------- | --------- | --------- | --------- | --------- | --------- |
| A320ceo | Nein     | 180        | 35        | 35        | 35        | 35        | 35        | 35        |
| A320ceo | Ja       | 180        | 20        | 28        | 28        | 28        | 28        | 28        |
| A320ceo | Ja       | 186        | -         | -         | -         | 4         | 9         | 9         |
| A320neo | Ja       | 186        | -         | -         | -         | -         | -         | -         |
| A321ceo | Ja       | 230        | -         | 4         | 16        | 26        | 38        | 41        |
| A321neo | Ja       | 239        | -         | -         | -         | -         | 2         | 8         |
| Gesamt  |          |            | 55        | 67        | 79        | 93        | 112       | 121       |

* ceo: In Englisch: Current Engine Option
* neo: In Englisch: New Engine Option

## Passagierzahlen 2014–2023
| 2014 | 2015 | 2016 | 2017 | 2018 | 2019 | 2020 | 2021 | 2022 | 2023 |
| ---- | ---- | ---- | ---- | ---- | ---- | ---- | ---- | ---- | ---- |
| 13,9 | 16,5 | 20,0 | 23,8 | 29,6 | 34,6 | 40,0 | 10,2 | 27,1 | 51,1 |

*Die Zahlen beziehen sich immer auf den Zeitraum von April des Vorjahres bis März des Berichtsjahres.